# Joachim Piefke
Joachim-Gerhard Piefke (* 5. Oktober 1921; † 2. August 2003 in Grömitz) war ein deutscher Manager und von 1971 bis 1986 Direktor der Berliner Verkehrsbetriebe.

## Leben
Joachim Piefke war der Sohn eines Juristen und früheren Angestellten der Berliner Verkehrsbetriebe (BVG). Während des Zweiten Weltkriegs geriet er in französische Kriegsgefangenschaft und begann 1948 eine Ausbildung als Busfahrer bei der BVG.
Unmittelbar nach der Spaltung der Berliner Verkehrsbetriebe in ein Ost- und ein West-Unternehmen wurde er bereits 1949 Abteilungsleiter. Wenige Jahre später übernahm er die Zuständigkeit für den „Oberflächenverkehr“ und trug somit die Verantwortung für das Omnibuswesen, da bereits feststand, dass die BVG den Straßenbahnverkehr im Westteil einstellen wird.

### BVG-Direktor (ab 1971)
Im Januar 1971 wurde Piefke neuer Direktor der BVG. Seinen persönlichen Schwerpunkt setzte er weiterhin auf den Ausbau des Omnibusnetzes und zeigte zunächst wenig Interesse für die ebenfalls durch die BVG betriebene U-Bahn. Um der internen Konkurrenz sowie der parallel der Stadtautobahn entlangführenden und durch die Deutsche Reichsbahn betriebenen S-Bahn entgegenzutreten, forcierte Piefke den Einsatz von Omnibussen der Linien 65 und 84 auf der Stadtautobahn, was nach der schrittweisen Einbeziehung der S-Bahn in das BVG-Netz wieder zurückgenommen wurde.
Erst mit dem politisch vorangetriebenen Ausbau des U-Bahnnetzes konnte Piefke den intern geführten Wettbewerb zum Busnetz nicht weiter aufrechterhalten. Letztlich musste er akzeptieren, dass die U-Bahn täglich weitaus mehr Menschen beförderte als die Omnibusse. Schließlich übertrug der Senat Piefke 1984 auch die Aufgabe, die von der Reichsbahn übernommene S-Bahn in die BVG zu integrieren, was dieser nur widerwillig umsetzte.
Joachim Piefke baute die BVG innerhalb weniger Jahre zu einem der größten Verkehrsnetze in Deutschland aus und galt, vor allem wegen seiner starken Medienpräsenz, als markantes Aushängeschild des wachsenden Unternehmens.
Bei den Angehörigen der BVG genoss er ein hohes Ansehen. So unterstützte er diese auch bei den notwendigen Räumarbeiten während des Schneechaos 1978/1979 persönlich und organisierte zudem den jährlichen BVG-Ball, dessen Erträge wohltätigen Zwecken zugutekamen. Er gilt bis heute als der einzige bekannte frühere Busfahrer, der es bis an die Spitze der Berliner Verkehrsbetriebe schaffte.
Mit Ablauf des Oktobers 1986 trat Piefke in den Ruhestand.

## Gesellschaftliches Wirken
Neben seiner offiziellen Position als Direktor engagierte sich Piefke auch als Sänger, später als Leiter des BVG-Chors. Zudem war er mehrere Jahre Präsident der Chöre der deutschen Verkehrsbetriebe. Für sein dortiges Engagement wurde er mit dem Verdienstorden der Bundesrepublik Deutschland ausgezeichnet.

## Privates
Piefke war mit Ingeborg geb. Müller verheiratet. Aus der Ehe gingen eine Tochter und ein Sohn hervor.
Aufgrund seiner persönlichen Vorliebe für Querbinder war Piefke in der Berliner Bevölkerung als „der Mann mit der Fliege“ bekannt. Zudem gehörte er zu den ersten Unternehmensführern der Stadt nach dem Zweiten Weltkrieg, die es früh verstanden, sich und ihr Unternehmen wirkungsvoll medial zu vermarkten. So war er regelmäßig Interviewpartner für Berliner Zeitungen und lokale Nachrichtensendungen wie der Berliner Abendschau und trug somit auch auf diesem Weg zu einem raschen Anstieg des Ansehens der BVG bei.
Bundesweit wurde er bekannt, als er 1982 als „Geschworener“ in der ARD-Spielshow Auf Los geht’s los als Gast von Joachim Fuchsberger auftrat.

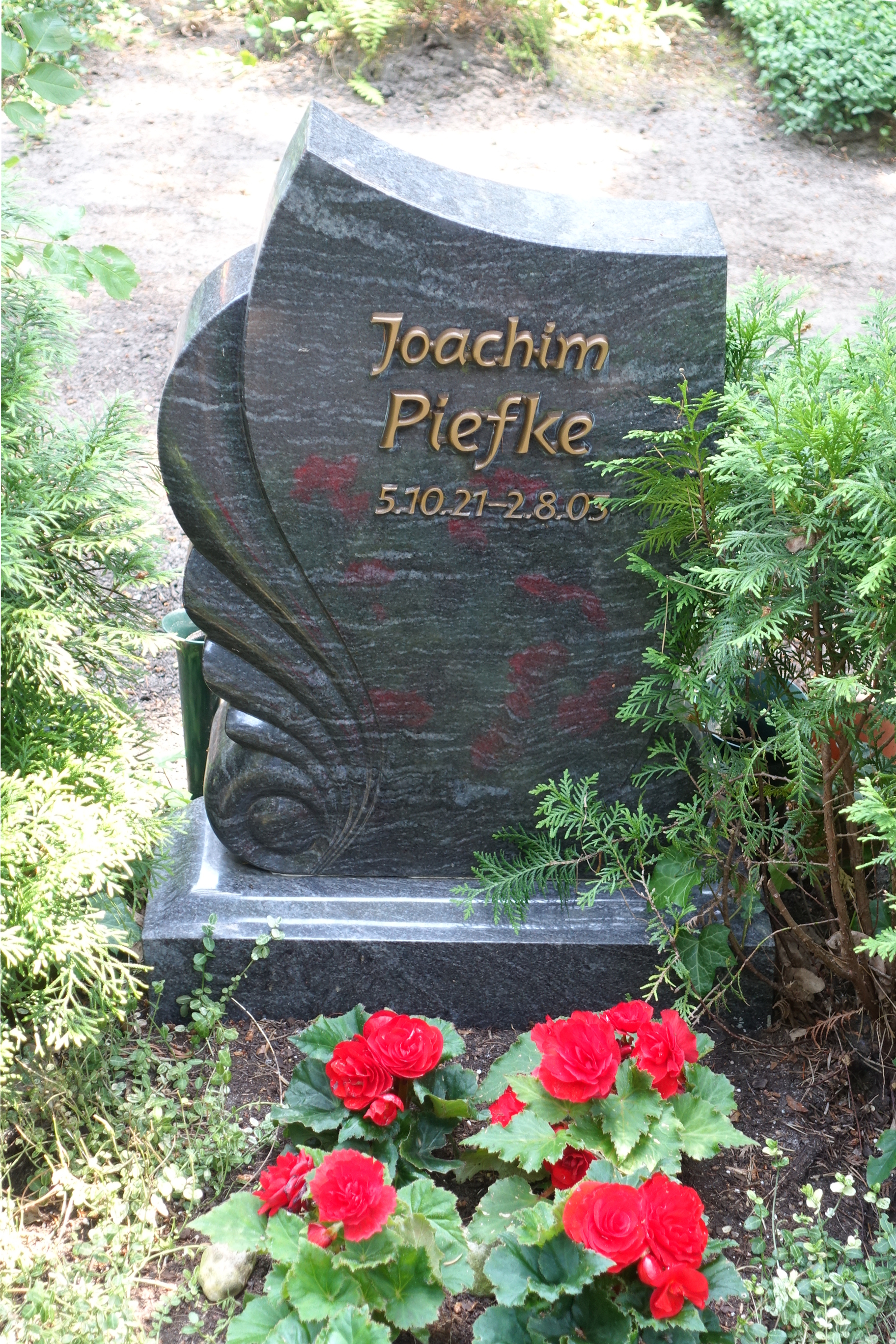
Grab von Joachim Piefke auf dem Friedhof Heerstraße in Berlin-Westend

Die Familie unterhielt ein 1957 gekauftes Motorboot und galt als wassersportbegeistert; Piefke selbst war zudem ein passionierter Segler. Während eines Urlaubes in Grömitz an der Ostsee starb Joachim Piefke unerwartet im August 2003 im Alter von 81 Jahren, nachdem er noch kurz zuvor mit seinem Sohn ausgeschwommen war.
Sein Grab befindet sich auf dem landeseigenen Friedhof Heerstraße in Berlin-Westend (Grablage: II-Ur 3-227).

## Kontroverses
- Joachim Piefke war zu Beginn seiner Direktorentätigkeit kein Befürworter von Frauen im Außendienst der BVG, was sich jedoch später änderte, um insbesondere einem drohenden Personalmangel entgegenzuwirken.
- Ende der 1980er Jahre, nach der Pensionierung Piefkes, wurde bekannt, dass dieser ein Beratergehalt der Wall GmbH erhielt, die kurz zuvor zahlreiche Wartehäuschen mit Reklametafeln für die BVG aufgebaut hatte und nunmehr die Werbeeinnahmen kassierte. Dieser Umstand wurde durch das Abgeordnetenhaus von Berlin massiv kritisiert und führte zu Ermittlungen von Staatsanwaltschaft, Kriminalpolizei und Steuerfahndung, die sich auch gegen Verkehrssenator Edmund Wronski richteten.[5]

## Ehrungen
- 1987: Verdienstorden der Bundesrepublik Deutschland